# 4734 Rameau
4734 Rameau è un asteroide della fascia principale. Scoperto nel 1982, presenta un'orbita caratterizzata da un semiasse maggiore pari a 2,4159513 au e da un'eccentricità di 0,1904659, inclinata di 0,97325° rispetto all'eclittica.
L'asteroide è dedicato al compositore francese Jean-Philippe Rameau.